# Louise Johanna Batiste Charlotte Theunissen Reijnst
Jkvr. Louise Johanna Batiste Charlotte Theunissen Reijnst (Batavia, 4 januari 1827 - 's-Gravenhage, 12 maart 1861) was het enige lid van het geslacht Theunissen Reijnst. Zij werd in 1842 in de adelstand verheven.

## Voorgeslacht
Louise Theunissen Reijnst stamde uit de familie Theunissen. Zij had als eerst bekende voorvader Petrus Theunissen die in 1794 te Sint-Pieter werd begraven. Zijn kleinzoon Lambertus (1737-1763) was meester-tingieter te Maastricht. Diens zoon, mr. Philippus Dominicus Theunissen (1762-1826), werd Luiks schepen van Maastricht, later lid van de Municipale raad.
Diens zoon, Johan Baptist (Jean Baptist) Nicolaus Theunissen (1794-1827) werd officier artillerie, en was laatstelijk majoor in het Oost-Indische Leger. Hij was Ridder in de Militaire Willems-Orde.

## Biografie
J.B.N. Theunissen trouwde in 1824 met Catharina Geertruida Scherpingh (Deventer 1805-Batavia 1831). Zij kregen samen een dochter, Louise. Na het overlijden van haar vader hertrouwde haar moeder in 1828 met Joan Cornelis Reijnst (1798-1871), waarnemend gouverneur-generaal van Nederlands-Indië en laatstelijk vicepresident van de Raad van Indië. Zij werd vervolgens opgenomen in het gezin Reijnst-Scherpingh; zij kreeg nog een halfzus, Catharina Geertruida Reijnst, en een halfbroer, Pieter Hendrik Reijnst, uit het tweede huwelijk van haar moeder. Haar halfzus was de moeder van de schrijver Louis Couperus.
Op 31 augustus 1840 werd haar stiefvader Reijnst met zijn nakomelingen in de adelstand verheven en verkregen hij en zijn nakomelingen in de mannelijke lijn het predicaat jonkheer/jonkvrouw.
Op 24 april 1842 verkreeg Louise naamswijziging van Theunissen in Theunissen Reijnst. Even later, op 24 oktober 1842, verkreeg zij vergunning het predicaat jonkvrouw te voeren (op te vatten als verheffing in de Nederlandse adel). Dit gebeurde, volgens het betreffende KB: "Als bewijs van bijzondere welwillendheid jegens Jor J(oan) C(ornelis) Reijnst, Vice President van dan Raad van Neêrl. Indië".
Louise trouwde in 1847 met jhr. mr. Dirk Anton Junius van Hemert (1816-1881), onder andere raadsheer van het Hooggerechtshof van Nederlands-Indië en resident van Batavia. Zij kregen samen zeven kinderen.
Met haar stierf het 'adellijke geslacht' in 1861 uit.